# Oesling
Oesling (escrita Ösling ) es  una región que abarca la parte norte del Gran Ducado de Luxemburgo. Oesling cubre el 32% del territorio de Luxemburgo, el 68% restante lo ocupa la región de Gutland.
La región se caracteriza por un amplio paisaje de colinas y grandes bosques caducifolios.
Casi todas las colinas más altas de Luxemburgo se encuentran aquí, siendo más abundante en el norte y en el noroeste.
Las colinas se cortan por los valles de los ríos escénicos como Clerve y Wiltz.